# ولووان

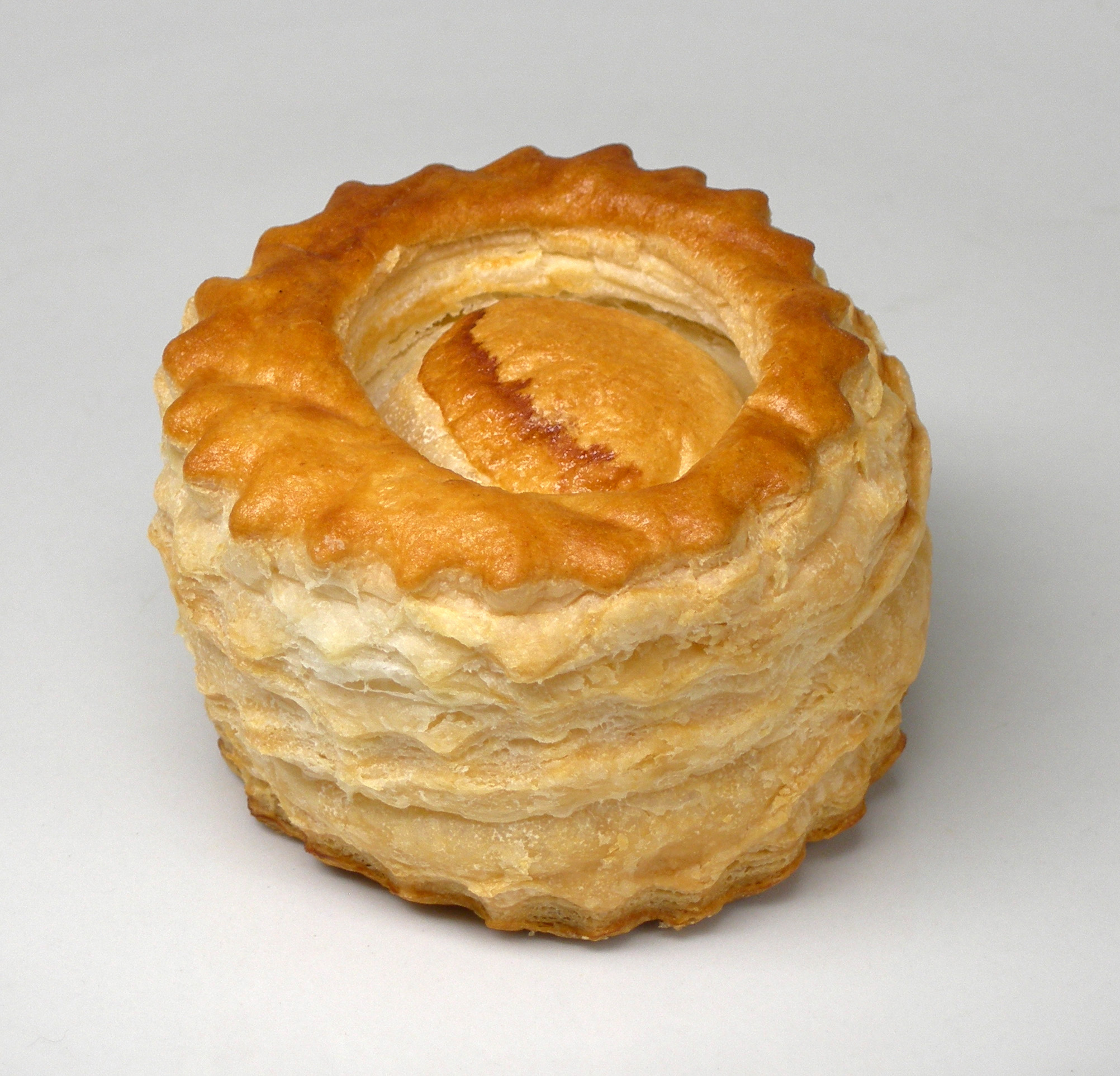
ولووان

ولووان (به فرانسوی: Vol-au-vent) خوراکی‌ای است به قطر ۲۰-۱۵ سانتیمتر که از خمیر هزارلا درست می‌شود. داخل آن خالی است و با مواد غذایی پر می‌شود. انواع قدیمی آن با خمیر فونسه درست می‌شد که از نظر وزنی سنگین بود. آشپز مشهور فرانسوی ماری آنتوان کارم در هنگامی که در حال آماده کردن تارت بود برای اولین بار از خمیر هزارلا برای تهیه آن استفاده کرد. در هنگام پخت خمیر در فِر، به‌قدری پُف آن زیاد بود که کارم گفت: Elle vole au vent! به معنای اینکه «(تارت) به پرواز درآمده» این عبارت منشأ نامگذاری ولووان است. 